# Rhynchocypris lagowskii
Rhynchocypris lagowskii är en fiskart som först beskrevs av Dybowski, 1869.  Rhynchocypris lagowskii ingår i släktet Rhynchocypris och familjen karpfiskar. Inga underarter finns listade i Catalogue of Life.